# Vinny Golia
Vinny Golia (The Bronx, 1 maart 1946) is een Amerikaanse jazzmuzikant (saxofoon,klarinet), componist en orkestleider van de freejazz, creative jazz, de vrije improvisatie en de eigentijdse muziek.

## Biografie
Tijdens de jaren 1970 veroorzaakte Golia opschudding als multi-instrumentalist. Met zijn kleinere ensembles en bigbands toerde hij door de Verenigde Staten en trad hij ook op in Europa en Japan. In 1982 formeerde hij het 37-koppige Vinny Golia Large Ensemble dat zijn composities opnam. Hij woont in Los Angeles en geeft les aan het California Institute of the Arts. Bij zijn talloze platenproducties voor Nine Winds zijn o.a. Bobby Bradford, Paul Smoker, Rob Blakeslee, Alex Cline, Ken Filiano, Steuart Liebig, Steve Fowler en Bruce Fowler betrokken.
Golia speelde ook met de muzikanten Anthony Braxton, Henry Grimes, John Carter, Bobby Bradford, Joëlle Léandre, Wadada Leo Smith, Horace Tapscott, John Zorn, Tim Berne, Bertram Turetzky, George Lewis, Barre Phillips, het Rova Saxophone Quartet, Patti Smith, Harry 'the Hipster' Gibson, Eugene Chadbourne, Kevin Ayers, Andrea Centazzo, Peter Kowald, John Bergamo, de George Gruntz Concert Jazz Band, Misha Mengelberg, Nels Cline, Han Bennink, Lydia Lunch, Harry Sparnaay en het Los Angeles Philharmonic Orchestra.
Vinny Golia is volgens Richard Cook en Brian Morton een van de centrale figuren van de avant-gardejazz aan de Amerikaanse westkust. Met zijn label Nine Winds ondernam hij de one-man-documentaire van de improviserende underground van Californië.
Golia is ook actief als componist in de filmwereld. In 2000 was hij bijvoorbeeld betrokken bij de horrorfilm They Nest - Deadly Brood.

## Zijn instrumenten
Golia speelt met een groot aantal instrumenten zoals fluit, piccolo, altfluit, basfluit, contrabasfluit, ney, blokfluit, Engelse hoorn, klarinetten, basklarinet, contrabasklarinet, saxofoons, soprillo, sopranino saxofoon, sopraansaxofoon, saxello, stritch, tenorsaxofoon, baritonsaxofoon, bassaxofoon, tuba, fagot, hobo.

## Discografie

### Solo's, duo's en trio's
- 1986: Worldwide and Portable
- 1996: The Art of Negociation
- 1998: Duets
- 2000: Nine Pieces for Solo B Clarinet

### Kleinere ensembles
- 1986: Regards from Norma Desmond
- 1993: Against the Grain
- 1995: Razor
- 1996: Dante No Longer Regents
- 1998: Lineage
- 2011: Low And Inside; (Close Call Anyway...) met Daniel Rosenboom, George McMullen, Gavin Templeton, Alex Noyce, Ken Filiano, Matt Mayhall
- 2011: Take Your Time met Bobby Bradford, Ken Filiano, Alex Cline
- 2017: Vinny Golia Wind Quartet: Live at the Century City Playhouse – Los Angeles, 1979 (Dark Tree)
- 2018: Vinny Golia Sextet: Trajectory (Orenda Records/Nine Winds)
- 2019: Boojum Quartet met Dan Clucas, Alex Cline, Steuart Liebig.

### Bigbands
- 1985: Pilgrimage to Obsurity
- 1991: Commemoration
- 1992: Decennium dans Axlan
- 1996: Portland ’96
- 2011: Music for Baritone Saxophone